# Limnocnida biharensis
Limnocnida biharensis is een hydroïdpoliep uit de familie Olindiasidae. De poliep komt uit het geslacht Limnocnida. Limnocnida biharensis werd in 1986 voor het eerst wetenschappelijk beschreven door Firoz-Ahmad, Sen, Mishra & Bharti. 